# Henry Brant
Henry Brant (Montreal (Canada), 15 september 1913 – Santa Barbara, 26 april 2008) was een Amerikaans componist van modern klassieke muziek (spatial music en aleatorische muziek). Ook schreef hij onder meer filmmuziek. Zijn bekendste composities zijn Verticals Ascending en Horizontals Extending. 

## Leven en werken
Brant was de zoon van Amerikaanse ouders. Zijn vader, Saul Brant, was een professioneel violist. Toen hij twaalf was, componeerde hij zijn eerste strijkkwartet. Vanaf zijn zestiende begon hij experimentele werken te componeren. Hij studeerde aan het McGill Conservatorium (1926-1929) en de Juillard School of Music (onder George Antheil) in New York. Daar begon hij te componeren voor radio, film, ballet en jazzgroepen. 
Tussen 1943 en 1950 gaf hij les aan de Columbia-universiteit en van 1947 tot 1955 aan de Julliard School of Music (orkestratie en compositie). Van 1957 tot 1980 was hij verbonden aan het Bennington College in Bennington (Vermont) (compositie, orkestdirectie, fluit en piano).
Geïnspireerd door vooral Charles Ives, ontwikkelde Brant vanaf het begin van de jaren 50 het concept van 'spatial music'. In spatial composities gaf hij musici een bepaalde plaats in de zaal en/of het podium. Ruimte, klankkleur, ritme en toonhoogte vormen de 'vierde dimensie' van muziek, meende Brant. Zijn vaardigheid over deze techniek gaf Brant de mogelijkheid composities van een grote polyfonische en polystilistische complexiteit te componeren met maximale resonantie in de zaal en een grote helderheid voor de luisteraar. Brant heeft meer dan honderd spatial-composities op zijn naam staan.
Sinds de jaren vijftig experimenteerde Brant met klankkleuren en schreef hij veel composities waarin meerdere stijlen voorkomen. Een voorbeeld hiervan is Meteor Farm (1982), voor een symfonieorkest, enkele koren, jazzorkest, gamelanensemble, Afrikaanse trommels en Zuid-Indiase muzikanten. Ook schreef hij werken voor één bepaald instrument, zoals Orbits, een compositie voor tachtig trombones en orgel. Brant schreef vier opera's, twee balletten, meerdere instrumentale concerten en vijf symfonieën. Brant orkestreerde bovendien filmmuziek van Virgil Thompson en Alex North. Vlak voor zijn dood voltooide hij het in de jaren veertig begonnen "Textures and Timbres", een boek over orkestraties.
In 1998 verwierf de Paul Sacher Stiftung in Bazel meer dan driehonderd manuscripten van werken van Brant.

## In Nederland
Brant had een speciale band met Nederland. In 1984 werden dertig werken van Brant uitgevoerd op het Holland Festival. Hieronder "Bran{d)t aan de Amstel" ("Fire in the Amstel"), een drijvende symfonie met honderd fluitisten op vier boten, met draaiorgels, fanfares en een carillon aan de kant. In 1994 werd in Groningen een festival aan zijn werk gewijd ('Brant in Nederland'), met onder meer de première van Trajectory en een uitvoering van Orbits (voor tachtig trombones en orgel). In Amsterdam vond in 2000 de première plaats van Prophets. 
In 2003 organiseerde het Nederlands Fluitorkest ter gelegenheid van zijn negentigste verjaardag een serie concerten waarin twee werken voor solo-fluit en fluitensemble centraal stonden die Brant met een tussenpoos van zeventig jaar schreef, Angels and Devils (1931), en Ghosts and Gargoyles (2001). Soliste was Eleonore Pameijer. Een uitvoering van de gregoriaanse Missa de Angelis werd, volgens een concept van de componist, uitgevoerd door 340 flutisten.
In 2005 voerde het Concertgebouworkest Brants Antiphony I uit.

## Prijzen
- In 1955 kreeg hij als eerste Amerikaanse componist de Prix Italia;
- In 1998 kreeg hij een eredoctoraat van de Wesleyan-university;
- In 2002 kreeg Brant de Pulitzer Prize in Music voor Ice Field (2001).

## Composities (selectie)
- Millennium I
- Millennium II
- Millennium III
- Antiphony I
- Labyrinth I
- Labyrinth II
- December
- The Grand Universal Circus
- Hieroglyphics I
- Hieroglyphics II
- Angels & Devils (1932)
- Origins (1952)
- Immortal Combat (1972)
- Hommage to Ives (1975)
- Orbits (1979)
- The Glass Pyramid (1980)
- Meteor Farm (1982)
- Western Springs (1983)
- Litany of Tides (1983)
- Fire on the Amstel (1984)
- Desert Forests (1985)
- Nothern Lights Over the Twin Cities (1986)
- Prisons of the Mind (1992)
- 500: Hidden Hemisphere (1992)
- Homeless People (1993)
- Trajectory (1994)
- A Concord Symphony (naar Charles Ives, 1994)
- Dormant Craters (1995)
- Plowshares and Swords (1995)
- Rosewood (1995)
- Festive Eighty (1997)
- Common Interests (1998)
- Prophets (2000)
- Glossary (2000)
- Crystal Antiphonies (2000)
- Ice Field (2001)
- Ghosts & Gargoyles (concert voor fluitsolo met fluit-orkest) (2002)
- Wind, Water, Clouds & Fire (voor vier koren en instrumentalisten) (2004)
- Tremors (voor vier zangers en 16 instrumentalisten) (2004)